# Ильинка (Троицкий район)
Ильинка (укр. Іллінка) — село, относится к Троицкому району Луганской области Украины.

## История
Являлось селом Покровской волости Купянского уезда Харьковской губернии Российской империи.
Население по переписи 2001 года составляло 65 человек. Почтовый индекс — 92134. Телефонный код — 6456. Занимает площадь 10,2 км².

## Местный совет
92134, Луганська обл., Троїцький р-н, с. Новоолександрівка, вул. 70-річчя Жовтня, 2  (укр.)